# Franciszka Siedliska
Franciszka Siedliska (imię zakonne Maria od Pana Jezusa Dobrego Pasterza; ur. 12 listopada 1842 w Roszkowej Woli, zm. 21 listopada 1902 w Rzymie) – polska zakonnica, założycielka Zgromadzenia Sióstr Nazaretanek, tercjarka franciszkańska, błogosławiona Kościoła katolickiego.

## Życiorys
Urodziła się 12 listopada 1842 w ziemiańskiej rodzinie w Roszkowej Woli koło Nowego Miasta nad Pilicą. Z czasem przeniosła się do miejscowości Żdżary. Ciężka choroba wypełniła jej lata dzieciństwa. Otrzymała staranne i solidne wychowanie w domu. Nieśmiała, łagodna, ciągle cierpiąca, pragnęła wstąpić do klasztoru, jednak sprzeciw ojca opóźnił tę decyzję. Jej matka również była chorowita, a brat – Adam zmarł młodo, najprawdopodobniej w wyniku jakiegoś wypadku.
Zakonnicą została dopiero w 1870. Najpierw jako tercjarka franciszkańska, potem jako twórczyni i organizatorka nowego zgromadzenia zakonnego Najświętszej Rodziny z Nazaretu – nazaretanek (1873). Przyjęła imię zakonne Maria od Pana Jezusa Dobrego Pasterza.
Zgromadzenie podjęło pracę w szkołach, sierocińcach, ochronkach, internatach – w Rzymie, Stanach Zjednoczonych, Paryżu, Londynie, Krakowie, Częstochowie, Lwowie.
Zmarła 21 listopada 1902 w Rzymie.
Została beatyfikowana przez Jana Pawła II 23 kwietnia 1989.
Patronuje Polskiej Misji Katolickiej w Anglii i Walii.
Wspomnieniem liturgicznym bł. Franciszki Siedliskiej jest 25 listopada.

## Literatura
- Matka Franciszka Siedliska, Myśli, słowo wstępne bp Jacek Jezierski, wybrał i oprac. ks. Ireneusz St. Bruski, Warszawa 1997.
- Ireneusz St. Bruski, Błogosławiona z Roszkowej Woli. Franciszka J. A. Siedliska (1842-1902), WWD, Olsztyn 1989.